# نيكيتا كوربانوف
نيكيتا كوربانوف (بالروسية: Курбанов, Никита Александрович) مواليد 5 أكتوبر 1986 في موسكو، هو لاعب كرة سلة روسي. بدأ مسيرته الاحترافية في سنة 2004. يحمل الرقم 41.

## المسيرة الاحترافية
لعب مع نادي سسكا موسكو لكرة السلة في الدوري الروسي في موسم 2004–2005، ثم لعب مع لوكوموتيف كوبان في سنة 2005، ثم لعب مع نادي يونيكس قازان لكرة السلة في سنة 2008، ثم لعب مع نادي يونيكس قازان لكرة السلة في موسم 2013–2014، ثم لعب مع لوكوموتيف كوبان في الدوري الروسي في موسم 2014–2015.

## روابط خارجية
- نيكيتا كوربانوف على موقع الاتحاد الدولي لكرة السلة (الإنجليزية)
- نيكيتا كوربانوف على موقع الدوري الأوروبي لكرة السلة (الإنجليزية)
- نيكيتا كوربانوف على موقع كرة السلة الأوروبية.كوم (الإنجليزية)
- نيكيتا كوربانوف على موقع DraftExpress.com (الإنجليزية)
- نيكيتا كوربانوف على موقع ريلجم (الإنجليزية)
- نيكيتا كوربانوف على موقع بروبوليرز (الإنجليزية)
- نيكيتا كوربانوف على موقع سبورتس رفرنس (الإنجليزية)